# Brownea birschellii
Brownea birschellii är en ärtväxtart som beskrevs av Joseph Dalton Hooker. Brownea birschellii ingår i släktet Brownea och familjen ärtväxter. Inga underarter finns listade i Catalogue of Life.